# Черепашки-ниндзя (мультсериал, 2012)
«Черепашки-ниндзя» (англ. Teenage Mutant Ninja Turtles) — американский компьютерный анимационный мультсериал. Премьера в США состоялась 29 сентября 2012 года на канале Nickelodeon. Это третий анимационный проект, спродюсированный компанией Nickelodeon Animation Studio, о Черепашках Мутантах Ниндзя. История о приключениях четырех черепашек-супергероев, обретших разум и фантастическую силу под действием загадочного вещества. Выйдя из канализации в большой мир, они вступают в борьбу со злом.
2 октября 2012 года канал Nickelodeon объявил о выходе второго сезона, а 26 февраля 2013 года о выходе третьего.
17 июня 2014 года канал Nickelodeon заказал четвёртый сезон мультфильма. 10 июля 2015 года Nickelodeon объявили о выходе пятого сезона.
8 октября 2015 года Peter Di Cicco в своём микро-блоге объявил, что четвёртый сезон будет состоять из 26 эпизодов, вместо 20. Также было объявлено, что пятый сезон будет состоять из 20 эпизодов.
3 марта 2017 года было объявлено, что пятый сезон будет последним, из-за провала «Черепашки ниндзя 2». Было также объявлено, что осенью 2018 года будет выпущен новый, уже 4-й по счёту, сериал про Черепашек. Им стал «Эволюция Черепашек-ниндзя».
В 5-м сезоне также появился музыкальный клип про Черепашек и их друзей. Музыкальный клип назывался «TMNT Ice Cream Kitty Music Video».

## О сериале
Действие сериала официально происходит во вселенной параллельной миру оригинального мультсериала.
Лео, Раф, Микки и Донни — черепашки-мутанты, научившиеся боевому искусству ниндзюцу у своего сэнсэя — мастера Сплинтера. Выбравшись из канализации на улицы Нью-Йорка, братья оказываются в бурлящем жизнью мегаполисе. Сражаясь с Шредером, мерзкими инопланетянами Крэнгами и толпами сверхмощных мутантов, черепашки учатся стоять друг за друга стеной. Рафаэль справляется со своей жаждой лидерства, не подкрепленной достаточными качествами, Леонардо принимает бремя ответственности, Микеланджело пытается расти интеллектуально, Донателло учится жить с неразделенной любовью к Эйприл. Так же постепенно раскрывается драма между Сплинтером, Шреддером и Караи. Присутствует вяло развивающаяся (в силу возрастной аудитории) тема отношений Эйприл и Кейси. Большое внимание сериал уделяет камео различных персонажей оригинального сериала (Кожеголовый, Крысиный Король, Мондо Гекко, Наполеон, Бибоп и Рокстеди, Фугитоид, Мона Лиза, трицератоны). Достаточно большое внимание отдано отрицательным персонажам, их историям и характерам, почти все антигерои длительное время участвуют в сериале в качестве людей и позже становятся мутантами (в отличие от оригинального сериала, где человеческие появления были эпизодичны).
Серии достаточно чётко делятся на относящиеся к общему сюжету и чисто развлекательные.

## Специальный выпуск
22 ноября 2015 года на канале Nickelodeon был показан специальный выпуск в 2D, под названием «Half-Shell Heroes: Blast to the Past». Компания Random House также выпустила книгу, написанную на основе спец-выпуска. Также компания Playmates выпустила новые игрушки-динозавры. Спец-выпуск набрал 1.41 миллион просмотров.
Этот спец-выпуск был показан 1 ноября 2015 года на официальном сайте Nickelodeon.

## История создания
21 октября 2009 года состоялся пресс-релиз на котором было сообщено, что Viacom купил у Питера Лэрда все права на бренд «Черепашки-ниндзя» за 60 миллионов долларов и будет создаваться мультсериал в формате CGI для семейства каналов Nickelodeon и трансляция начнётся в 2012 году. Фильм по мотивам мультсериала, выпущенный компанией Paramount Pictures (также под руководством Viacom), дебютировал в 2014 году.
Джейсон Биггз первоначально озвучивал Леонардо, а Роб Полсен озвучивал Донателло. В июне 2011 года было подтверждено, что Шон Астин озвучивает Рафаэля и Грег Сайпс озвучивает Микеланджело. В августе 2011 года стало известно, что Мэй Уитман озвучивает Эйприл О’Нил. В апреле 2012 года было объявлено, что Фил Ламарр будет озвучивать Бакстера Стокмана и Нолан Норт будет озвучивать инопланетную расу, известную как Крэнги, а Розанна Барр будет озвучивать лидера Крэнгов. Актриса Келли Ху утвердилась на роль Караи в мае 2012 года. Кори Фелдман был утвержден на роль Слэша. Появившийся во втором сезоне персонаж Кейси Джонс озвучивается бывшей звездой Nickelodeon Джошом Пеком.
На официальный сайт канала Nickelodeon, перед официальным релизом мультсериала, были выложены картинки. Изображения показывали компьютерные модели всех четырёх черепах, Шреддера, Сплинтера, Эйприл О’Нил (в подростковом возрасте), а также Крэнгов, инопланетной расы, содержащих в себе черты Крэнга и Утромов. Трейлер для мультсериала был показан 21 июня 2012 года на канале Nickelodeon (США). В июне 2014 года было объявлено, что Сет Грин заменит Джейсона Биггза в озвучивании роли Леонардо.

## DVD
Серии мультсериала также доступны для просмотра в домашних условиях, в основном и на DVD.
| Сезон | Сезон | Эпизоды | Дата выхода на DVD | Дата выхода на DVD              | Дата выхода на DVD                                                                                    |
| Сезон | Сезон | Эпизоды | Область 1 | Область 2                       | Область 3                                                                                             |
| ----- | ----- | ------- | --- | ------------------------------- | --- |
|       | 1     | 26      | Сборник 1: Rise of the Turtles: 26 февраля 2013 Сборник 2: Enter Shredder: 16 июля 2013 Сборник 3: Ultimate Showdown: 1 октября 2013 1 сезон полностью: 7 октября 2014 Сборник 7: Pulverizer Power: 9 июня 2015 1 и 2 сезоны полностью: 6 октября 2015 | Сезон полностью: 18 ноября 2013 | Сборник 1: 6 марта 2013 Сборник 2: 26 июня 2013 Сборник 3: 4 сентября 2013 Сборник 4: 23 октября 2013 |
|       | 2     | 26      | Сборник 4: Mutagen Mayhem: 18 марта 2014 Сборник 5: The Good, The Bad and Casey Jones: 1 июля 2014 Сборник 6: Showdown in Dimension X: 2 декабря 2014                                                                                                  | Сезон полностью: 30 марта 2015  | Сборник 1: 25 июня 2014                                                                               |
|       | 3     | 26      | Сборник 8: Return to New York: 14 июля 2015 3 сезон, Сборник 1: 10 марта 2015 3 сезон, Сборник 3: Revenge! 1 декабря 2015 | TBA                             | TBA                                                                                                   |

## Игры
В 2013 году Nickelodeon выпустили видео-игру под названием Teenage Mutant Ninja Turtles: Rooftop Run для iOS устройств, таких как iPhone, iPad, и iPod Touch.
28 августа 2013 года компания Activision выпустила игру Teenage Mutant Ninja Turtles: Out of the Shadows. Игра в 3D, жанр игры — beat 'em up, и её можно было скачать для платформ Xbox 360 и Microsoft Windows. 15 апреля 2014 года была выпущена PlayStation 3 версия игры. Одна из особенностей игры — это возможность играть в Online Multiplayer Co-Op режиме с четырьмя игроками максимум.
22 октября 2013 года компания Activision также выпустила видео-игру Teenage Mutant Ninja Turtles, основанную на сериях для платформ Wii, Xbox 360, и Nintendo 3DS.
4 сентября 2014 года Activision анонсировали вторую игру по мотивам черепашек-ниндзя, под названием Teenage Mutant Ninja Turtles: Danger of the Ooze. Игра была выпущена 28 октября 2014 года для платформ Nintendo 3DS, Xbox 360 и PlayStation 3. Игра была разработана компанией WayForward.
26 мая 2016 года для iOS, Android и Kindle Fire состоялся релиз компьютерной ролевой игры Teenage Mutant Ninja Turtles: Legends, основанной на медиафраншизе «Черепашки-ниндзя», в частности на одноимённом мультсериале 2012 года, которая была разработана и издана компанией Ludia.

## Трансляция

### Основная
- Премьера состоялась в Канаде на канале YTV 29 сентября 2012 года. 1 октября 2012 года премьера состоялась на канале Nickelodeon (в Великобритании и в Ирландии)[англ.]. Затем канал Nickelodeon в Австралии и в Новой Зеландии[англ.] дебютировал шоу 8 октября 2012 года. 2 сентября 2013 года премьера состоялась на канале Nickelodeon Canada[англ.]. Также в Великобритании шоу транслируется по каналу Channel 5.

## Актёры и персонажи

### Главные персонажи
- Леонардо / Лео (озвучивает в оригинале Джейсон Биггз (1-2 сезон) / Доминик Катрамбон (18, 20-26 серии 2 сезона) / Сет Грин (3-5 сезон) — лидер команды черепашек-ниндзя. Был назван Сплинтером в честь Леонардо да Винчи. Носит синюю бандану и владеет двумя катанами. В космосе использует алмазные катаны, держа на правой руке, а с левой руки стреляет из бластерного пистолета. Глаза тёмно-голубые. Очень хочет быть хорошим и образованным примером для своих братьев, обожает тренировки. В первом сезоне увлекался сериалом «Космические герои» и подражал Капитану Райну. Влюблён в Караи. В финале второго сезона перенёс клиническую смерть. В 3 сезоне Сплинтер научил его исцелять. В финале мультсериала убил Шредера, а в альтернативном финале постапокалипсисе, стал огромным мутантом (который спас братьев но сам не успел спастись и мутировал дважды) и стал лидером пустоши. Этим самым временно стал антагонистом.
- Рафаэль / Раф (озвучивает Шон Астин) — сильный и вспыльчивый член команды черепашек-ниндзя. Был назван Сплинтером в честь Рафаэля Санти. Носит красную бандану и владеет двумя кинжалами-трезубцами сай. Глаза зелёные. Очень агрессивен, его можно легко взбесить. Боится тараканов (после удара бомбы, из за которой, часть населения Земли вымерло а часть мутировала потерял возможность бояться тараканов, но при этом потерял часть детских воспоминаний). Имел черепашку по имени Спайк. Во втором сезоне Спайк мутировал в Слэша, злобную черепаху, но вскоре он подружился с Рафом. Во время путешествия в космосе влюбился в инопланетянку-саламандру И’Гидбу(Мону Лизу), которая ответила ему взаимностью, и завёл себе питомца — черепашку Чомпи (Кусака). В финале мультсериала помогал Лео убить Шредера, а в альтернативном финале частично потерял рассудок и стал свирепым воином дороги.
- Микеланджело / Микки (Майки) (озвучивает Грег Сайпс[англ.]) — юморной, добрый, но глупый член команды черепашек-ниндзя. Был назван Сплинтером в честь Микеланджело Буонарроти. Носит оранжевую бандану и владеет двумя нунчаками, способными изменяться в кусарикаму. В космосе пользуется двумя тонфами. Глаза голубые. Все его идеи братья принимают за глупость, что ему очень не нравится. В третьем сезоне влюбляется в Ренет — путешественницу во времени, а в четвёртом — в девушку по имени Синигами — подругу Карай. Мастер давать злодеям прозвища. Любит пиццу и кошек. Зажигательный тусовщик, хорошо танцует, отличается ловкостью и проворностью. В финале мультсериала помогал Лео убить Шредера, а в альтернативном финале стал безумным мудрецом, жившим в заброшенной пиццерии.
- Донателло / Донни / Дон (озвучивает Роб Полсен) — очень умный и добрый член команды черепашек-ниндзя. Был назван Сплинтером в честь Донато ди Никколо ди Бетто Барди. Носит фиолетовую бандану и владеет посохом-бо, способным изменяться в нагинату. А ещё использует шест-бо с интерфейсом в конце и с электрическим разрядом. Глаза карие. Владеет лабораторией. Разбирается в точных науках, может взломать вражеские компьютеры, инженер. Влюблён в Эйприл. Соперничал из-за этого с Кейси, однако со временем они подружились. С 3 сезона уже перестал так сильно оказывать внимание Эйприл, но всё же испытывает к ней чувства. В финале мультсериала помогал Лео убить Шредера, а в апокалипсисе потерял своё тело, перенеся сознание в робота и путешествовал вместе с Рафаэлем. Перенесённое сознание Донателло в робо-тело, является отсылкой к фильму Робот по имени Чаппи.
- Хамато Ёси / Сплинтер (озвучивает Хун Ли[англ.]) — приёмный отец и учитель черепашек-ниндзя. Купил их в зоомагазине и вместе с ними стал жертвой мутации в гигантскую крысу. Обучил сыновей искусству ниндзюцу. Враждует со Шреддером из-за любви к Тан Шэнь. В финале первого сезона узнал правду о том что Караи — его родная дочь. Во втором сезоне он воссоединился с дочерью, но не надолго, из-за Шреддера Караи мутировала в змею и скрылась ото всех. В финале второго сезона был утоплен Шреддером в канализационных водах, но его спасла Караи. После этого потерял память и находился в животном, диком состоянии. В третьем сезоне когда черепашки вернулись в Нью-Йорк, Эйприл помогла ему всё вспомнить, к нему вернулась память, и он присоединился к сыновьям. В финале третьего сезона для того чтобы одолеть Трицератонов заключил союз со Шреддером. Во время битвы с Трицератонами был предан и убит Шреддером. В четвёртом сезоне благодаря путешествию черепашек во времени был спасён от смерти и сильно ранил Шреддера. В финале четвёртого сезона убит Супер-Шреддером. Превратился в духа и в 5 сезоне 4 серии сражался с духом Хо Чана.
- Эйприл О’Нил (озвучивает Мэй Уитман) — 16-летняя девушка, в 3 или 4 сезоне наверно уже 17-20 лет, дочь учёного-психолога Кирби О’Нила и подруга черепашек-ниндзя. Владеет боевым веером тэссен, который также имеет функцию бумеранга, а позже и танто Дракона. Объект симпатий Донни и Кейси, из-за чего они соперничали, но вскоре подружились. Во втором сезоне некоторое время не общалась с Черепашками, виня их в мутации отца. Так же выяснилось, что она наполовину человек, наполовину мутант, что у неё есть экстрасенсорные способности и она может чувствовать других мутантов на расстоянии. Также влюблена в двух парней — Донни и Кейси, но не может выбрать с кем быть. После спасения Земли от Трицератонов, получила звание куноичи от мастера Сплинтера и стала членом Клана Хамато.
- Кейси Джонс (озвучивает Джош Пек) — 18-летний парень, друг Эйприл, ходил с ней в одну школу, в 3 и 4 сезоне наверно уже 18-20 лет. Довольно наглый и любит выделяться. Владеет двумя клюшками и любыми шайбами (то обычными, а то и взрывными). Серьёзно готов к борьбе с преступностью. Подружился с черепахами. Соперничал с Донни из-за любви к Эйприл, но со временем подружился с ним.
- Хамато Мива / Караи (озвучивает Келли Ху) — 17-летняя куноичи, биологическая дочь Сплинтера и Тан Шэнь. После гибели Тан Шэнь, была тайно удочерена Шреддером из мести Сплинтеру. Изначально была на стороне Шреддера и настроена против Черепашек и Сплинтера. Во втором сезоне узнала правду о Сплинтере, но была заточена Шреддером в темницу, чтобы не смогла воссоединиться со Сплинтером. После освободилась, благодаря Черепашкам, но была вновь поймана Шреддером и по непредвиденной случайности мутировала в змею. В финале второго сезона спасла Сплинтера, когда тот оказался в канализационных водах после поражения от рук Шреддера. Когда Черепашки вернулись в Нью-Йорк после неудачи в войне против Крэнгов, в планах Черепашек было вернуть Караи в человеческий облик. Но она не смогла вернуться в состояние человека из-за особенности её мутации и была в очередной раз поймана Шреддером, в планах которого также вернуть её в нормальное состояние. Позже вернулась к прежнему облику, но согласно плану Шреддера, подверглась его червяку контроля сознания, но была освобождена Сплинтером от контроля червяка, после чего сбежала. В четвёртом сезоне после возвращения Черепашек на Землю, спасших планету от уничтожения, вернулась в Нью-Йорк, где намерена вернуть Клану Фут былое величие и восстановить его, уничтожив Шреддера и его криминальную империю. Была сильно ранена во время битвы с Супер-Шреддером и не смогла участвовать в финальной схватке против него. В 5 сезоне помогла черепахам в битве с Каваксасом, Нейтритоном, Лордом Дреггом, Бибопом и Рокстеди.
- Клан Фут
  - Ороку Саки / Шреддер / Супер-Шреддер / Зомби Шреддер (озвучивает Кевин Майкл Ричардсон) — лидер клана фут, злейший враг Сплинтера и Черепашек. Яростен и мстителен. Случайно убил Тан Шэнь и украл Миву, назвав её Карай и вырастив как родную дочь. Узнав что его злейший враг жив, возвращается в Нью-Йорк, чтобы убить его. В финале первого сезона признаётся Сплинтеру, что Караи его дочь. Во втором сезоне на долгое время уезжает в Японию и возвращается с новым помощником — Тигриным Когтем. Когда Караи узнала, что Сплинтер её отец, Шреддер сажает её в камеру, чтобы не дать им быть вместе. По неосторожности по его вине Караи мутирует в змею. В финале второго сезона казалось-бы утопил Сплинтера в канализации, но последний оказался жив. В третьем сезоне «промывает» Караи мозги, при помощи контролирующего сознания червяка, и заставляет охотиться на Сплинтера. Но у него ничего не выходит. При помощи Сплинтера Караи избавляется от червяка. В финале третьего сезона Шреддер временно объединился со Сплинтером и Черепахами против трицератонов, но в самый последний момент схватки предаёт и убивает Сплинтера, тем самым позволил чёрной дыре уничтожить землю. В четвёртом сезоне он во время повторного уничтожение земли трицератонами вновь Сплинтером и Черепахами против трицератонов, но в самый последний момент схватки предаёт Сплинтера, но в этот раз убить не вышло и потерпел поражение и был серьёзно ранен Сплинтером, это все благодаря вернувшимся назад во времени черепашкам. Для того чтобы выздороветь и одолеть Сплинтера, Шреддер вводит себе мутаген и в течение нескольких дней становится мутантом. Став мутантом, обрёл огромную силу, но появились неожиданные побочные эффекты. В финале четвёртого сезона убивает Сплинтера, проткнув его когтями и скинув с крыши. В финальной серии 4 сезона в долгой схватке с черепахами убит Леонардо. В пятом сезоне был воскрешён Каваксасом в виде зомби и подчинен им. После недолгой схватки с черепахами и Тигриным когтем выходит из под контроля Каваксаса и забирает его с собой обратно во Внеземелье. Тем самым Шреддер искупил свою вину перед человечеством .
  - Такеши / Тигриный Коготь (озвучивает Эрик Бауза[англ.]) — жестокий тигр-убийца. Раньше был юным деревенским мальчиком. Когда он и его сестра Алопекс играли на игровой площадке, они прошли через портал Крэнгов, где их поймали и подвергли экспериментам, в результате которых Такеси мутировал в тигра, а Алопекс — в лису. Они вырвались из плена и вернулись на Землю. Полагая, что они превратились в монстров, они ушли из дома и нашли убежище в бродячем цирке, где стали известными звёздами. Позже он на пару с Алопекс, стал одним из лучших головорезов в Азии. Но потом Алопекс обратилась против него, пытаясь убить. Алопекс победила Тигриного Когтя в поединке и лишила его хвоста, после чего сбежала. Был привезён Шредером в Нью-Йорк, считается его лучшим агентом. Был съеден Крататрогоном и телепортирован во вселенную мультсериала про Черепашек-Ниндзя из 80-х, где он потерял левый глаз. Позже вернулся обратно к Шреддеру и продолжил работать на него. В четвёртом сезоне Алопекс отсекла правую лапу Тигриному Когтю. Ему сделали кибернетический протез правой лапы с возможностью оснащения оружием. В пятом сезоне формирует группу культистов, чтобы найти Свиток Демондракона, с помощью которых он сможет призвать могущественного демондракона Каваксаса. При помощи талисмана, заставляющего Каваксаса подчиняться его команде, Тигриный Коготь использует силу Каваксаса, чтобы воскресить Шреддера из мёртвых. После воскрешения Шреддера узнает истинные мотивы Каваксаса и помогает черепахам победить его. После этого, заключает с черепахами перемирие. Тем самым став положительным героем.
  - Крис Брэдфорд / Острозуб / Рахзар (озвучивает Клэнси Браун) — боец-самурай; тайный член клана Фут. Притворялся другом Микки(Микеланджело), чтобы заманить черепашек и Сплинтера в ловушку. Был мутирован в собаку, которого Микки назвал Острозубом. Во 2 сезоне он решил снова стать человеком, но падает в чан с мутагеном и превращается в Рахзара. Напарник Ксевера Монтеса. В финале четвёртого сезона был утоплен Кожеголовым. В пятом сезоне воскрешен Каваксасом. Во время драки с Тигриным Когтем упал в бездну и исчез.
  - Ксевер Монтес / Саблезуб (озвучивает Кристиан Ланц) — Худой и наглый уличный головорез, работающий на Клан Фут. Знает преступный мир Нью-Йорка как свои пять пальцев. Шреддер поручил Ксеверу помочь Крису Брэдфорду в поисках Сплинтера. Мутировал в рыбу, когда сражался с черепахами. Был прозван Микки Саблезубом. Из-за отсутствия ног временно не мог выполнять поручение Шреддера, пока Бакстер Стокман не сделал ему металлические роботизированные ноги. Напарник Криса Брэдфорда. Долгое время воюет с Черепахами . В конце четвёртого сезона во время финальной схватки Раф вдёрнул его дыхательные трубки но Саблезуб выживает, в пятом сезоне после воскрешения Шреддера решил уйти из клана Фут и немного помог черепахам.
  - Бакстер Стокман / Бакстер -Муха (озвучивает Фил ЛаМарр) — безумный учёный страдающий комплексом неполноценности, от чего яро желает доказать всем свою гениальность и что с ним нужно считаться. Однажды черепашки увидели его в неуклюжих боевых доспехах, он ненадолго стал киборгом Стокман-подом, когда захватил чепод черепашек-ниндзя и присоединил его к своему робокостюму, ещё он создал Маузеров. Потом он присоединился к Шреддеру и создал механические ноги Саблезубу. После предал Шреддера, устроив ловушки черепашкам, Острозубу и Саблезубу. После этого сбежал. Во втором сезоне Острозуб и Саблезуб нашли его, он снова начал служить Шреддеру. Был мутирован Шреддером в муху, из-за того, что не торопился с созданием настоящей армии мутантов, а рисовал всякий бред. После мутации полюбил шоколадки и мечтал заполучить ретро-мутаген. Но чем дольше он находился в такой форме, тем больше ему приходилось по душе новое обличие: будучи мухой он был сильнее и быстрее чем когда был человеком и обладал полезными способностями (такими как полёт и ползание по стенам), и был куда более полезен для Шреддера. Всё вышеперечисленное делало его намного более уверенным в себе и собственных силах. К финалу четвёртого сезона он уже категорически не хотел возвращаться к человеческой форме, однако Майки обливает его дозой ретро-мутагена, находящейся в запасе Стокмана на случай непредвиденных последствий, и он, к собственному сожалению, становится снова человеком. Дальнейшая судьба неизвестна до удара мутагенной бомбы (не выживет от удара).
  - Иван Стеранко / Рокстеди (озвучивает Фред Таташор)— русский, который поставлял Шреддеру оружие. Вместо одного глаза вставлен алмаз, из за того что Антон Зек случайно выстрелил ему в глаз. Во втором сезоне хотел украсть у Шреддера легендарный шлем «Куро Кабуто» для своей коллекции. В третьем сезоне похитил Караи чтобы Шреддер дал ему покинуть город. За всё это был мутирован в носорога. Мутация определённо сделала его глупее, но в физическом плане он буквально стал «ходячим танком» и является грозным противником. В 5-м сезоне вместе со своим напарником был завербован Крэнгом и Шреддером из 80-х чтобы помочь им реализовать их планы, однако, когда он вместе с Бибопом узнают, что те хотят уничтожить их мир, и в конечном счёте помогают черепахам остановить их и становятся их союзниками.
  - Антон Зек / Бибоп (озвучивает Джей Би Смув) — был профессиональным вором, работавшим на Ивана Стеранко. Случайно вышиб ему правый глаз. Владеет уникальным костюм оснащённым лазерными технологиями, который даёт ему море преимуществ: лазерные бластеры, генератор невидимости, он мог метать снаряды из своего ирокеза и скользить по абсолютно любой поверхности, начиная от асфальта и заканчивая воздушными линиями электропередач. Во втором сезоне по приказу Стеранко пытался украсть шлем Шреддера. В третьем сезоне похитил Караи, чтобы Шреддер дал ему покинуть город. За всё это был мутирован в бородавочника. Как и у его партнёра по дуэту, его интеллект незначительно снизился, однако он всё ещё имел полный доступ к своему костюму и воровским гаджетам, что делало его достаточно серьёзным противником. В 5-м сезоне одновременно с Рокстеди становится на сторону черепах.

### Второстепенные персонажи
- Крэнги — инопланетная раса пришельцев в форме мозга, управляющая роботизированными телами под названием Крэнгдроиды, враг Черепашек-ниндзя, живущий на Земле миллионы лет. Они привезли и использовали мутаген на Земле тысячу лет назад. Неоднократно устраивали вторжение на Землю. В третьем сезоне были повержены и выброшены в своё Измерение Икс. Но позже оказалось что они вернулись и жили в океане строя планы вторжения, однако в финале третьего сезона проиграли Трицератонам в двойном вторжении. В 4 сезоне становится известно что Крэнги являются иной версией Утромов, которых поработил психически контролируя Главный Крэнг, что привело к улью Крэнгов. Поскольку они стали порождением воли Главного Крэнга со следами остатков индивидуальности, они не овладели языком и общались с помощью избыточной речи. У Крэнгов также есть враги в форме Утромов, которых Главный Крэнг не смог поставить под контроль разума, и Империя Трицератонов за разрушение их родного мира.
  - Норманы (озвучивает Нолан Норт) — мужской вариант Крэнг дроида.
  - Главный Крэнг (озвучивает Розанна Барр (1-2 сезон) / Рэйчел Батера (3 сезон)) — лидер Крэнгов. Гораздо больше остальных Крэнгов.
  - Найт / Верховный Крэнг (озвучивает Гилберт Готтфрид) — правая рука Главного Крэнга и по собственному заявлению «самый лучший шпион в Измерении Икс», что недалеко от истины: так он успешно скрывался под образом Ирмы чтобы узнать где логово черепах. В отличие от других крэнгов, он не находится под контролем разума Главного Крэнга, поскольку добровольно принял его сторону, предав тем самым Совет Утромов, в который раньше входил. В бою он полагается не только на оружие, но и на собственные боевые навыки и является опасным противником. Когда он состоял в совете утромов, то носил имя Найт (англ. Knight) — английское название шахматной фигуры коня.
  - Мисс Кэмпбэлл (озвучивает Кассандра Петерсон) — женский вариант Крэнгдроида.
- Могучие Мутанималы
  - Спайк / Слэш (озвучивает Кори Фельдман) — питомец Рафаэля, черепашка. Во втором сезоне превращается в черепаху мутанта и выбрал себе имя Слэш (с англ. резать). Не любит черепах (кроме Рафа), потому что они не понимали его хозяина. Слэш схватил Донни и Микки и принялся за Лео, но Раф спас братьев. После этого Раф ненадолго встречает Слэша в серии «Апгрейд Железной Головы», где спас Рафаэля от Крэнга. Позже, из-за жестокого предательства Нейтритона, снова стал дружить с черепахами. Слэш сказал, что ему лучше работать одному и пообещал, что однажды они ещё увидятся и ушёл. Позже стал лидером команды «Могучие Мутанималы».
  - Кожеголовый (озвучивает Питер Лури[англ.]) — аллигатор-мутант. Был питомцем мальчика, но его родители смыли Кожеголового в канализацию. Там его нашли Крэнги и ставили над ним опыты, после чего он мутировал и сбежал от Крэнгов. Украл у них аккумулятор и ушёл жить обратно в канализацию, в заброшенный вагон метро. Во время агрессии он теряет контроль над собой. Когда злится в присутствии черепах, часто хватает Донателло за лицо. В хорошем настроении дружит с черепашками, особенно с Микки, который дал ему имя и помог поверить в себя. Считался погибшим во время атаки на ИТКИ, но в серии «В измерении Икс» был спасён черепашками из измерения Крэнгов. Позже стал членом команды «Могучие Мутанималы», правой рукой Слэша.
  - Доктор Тайлер Рокуэлл (озвучивает Том Кенни) — работал вместе с доктором Фалько, который мутировал его в обезьяну. Был одним из пленных мутантов в серии «Апгрейд Железной Головы». Вскоре стал членом «Могучих Мутанималов», мозгом.
  - Голубь Пит (озвучивает А.Дж. Бакли) — голубь, который мутировал в голубя-мутанта. Был в плену у Крэнгов вместе с отцом Эйприл, но сбежал и рассказал Эйприл, что её отец хочет, чтобы она покинула город. Вернулся в серии «Апгрейд Железной Головы», где был одним из пленных мутантов. Позже стал членом «Могучих Мутанималов», разведчиком. Считается самым бесполезным мутантом в Нью-Йорке.
  - Мондо Гекко (озвучивает Робби Рист[англ.]) — ранее Джейсон, мутант-геккон увлекающийся скейтбордингом и рок-н-роллом, плохо дерётся, но отлично катается на скейтборде, ползает по стенам и имеет длинный язык. В четвёртом сезоне стал членом команды «Могучие Мутанималы».
- Пурпурные драконы — банда уличных разбойников, работающая на Шреддера.
  - Хан (озвучивает Эрик Бауза[англ.]) — новый лидер пурпурных драконов.
  - Фонг (озвучивает Эндрю Кишино[англ.]) — бывший лидер пурпурных драконов.
  - Сид (озвучивает Эндрю Кишино[англ.]) — член банды пурпурных драконов.
  - Цой (озвучивает Джеймс Си) — член банды пурпурных драконов.
- Кирби О’Нил (озвучивает Кит Силверштейн[англ.]) — учёный-психолог и отец Эйприл. В первом сезоне находился в Крэнг-тюрьме. Был спасён черепашками. Во втором сезоне мутировал в летучую мышь по вине Черепашек, из-за чего Эйприл не общалась с ними некоторое время. Позже Донни создал ретро-мутаген и вернул Кирби человеческий облик. В финале второго сезона снова мутировал в Крэнг-мутанта вместе с остальными жителями Нью-Йорка. В третьем сезоне вновь стал человеком вместе с другими жителями Нью-Йорка.
- Холодильная Кошка — кошка мутировавшая по неосторожности Микки в мороженое. Микки назвал его «Холодильной Кошкой». Микки её очень любит. Холодильная Кошка умеет драться и немного помогла черепахам одолеть Крысиного Короля. В будущем выжила от удара бомбы.
- Фугитоид|Фуджитоид (озвучивает Дэвид Теннант) — робот, раньше был человеком которого звали Зейтан Ханикатт. Стал киборгом, потому что его убили трицератоны, но его робот-помощник переместил его мозг в собственное тело и он выжил. Дружит с черепашками, Кейси и Эйприл. А также имеет связи с некоторыми пришельцами и утромами. Помогает черепашкам спасти Землю, уничтожив 3 фрагмента Генератора чёрной дыры. Появляется в 78 серии. В конце серии выясняется что именно он создал Генератор чёрной дыры, но знает как его уничтожить. Хорошо разбирается в технике. Пожертвовал собой, уничтожив генератор чёрных дыр.
- Мозар (озвучивает Майкл Дорн) — капитан Трицератонской империи уничтоживший Землю. В четвёртом сезоне черепашки вернулись в прошлое и помешали ему. Умер во время уничтожения Генератора чёрных дыр.
- Бишоп (озвучивает Нолан Норт) — Утром, член совета Утромов. Помогал черепашкам во время двойного вторжения на Землю. Позже стал работать на правительство США.
- Лорд Дрегг (озвучивает Питер Стормаре) — жестокий правитель планеты Сектоид, господин всех насекомых во вселенной. Внешний вид Дрегга напоминает огромное человекоподобное насекомое. Первая встреча лорда Дрегга с черепашками произошла на планете Варанон и оказалась решающей в их дальнейших отношениях. Злобный инопланетянин считает черепашек своими злейшими врагами и не один раз старался их уничтожить. В итоге объединился трицератонами и ими же был предан и выброшен в космос, однако он выжил и в 5-м сезоне снова решил отомстить черепахам, но у него ничего не вышло.
- Армаггон (озвучивает Рон Перлман) — космический убийца-акула которого нанял Лорд Дрегг чтобы уничтожить черепах.
- Мона Лиза (Наст. И`гидба) (озвучивает Зельда Уильямс) — Инопланетянка-саламандра в которую влюбился Раф.
- Командор Сал (Наст. Г`трокка) (озвучивает Кит Дэвид) — Саламандр, напарник Моны Лизы.
- Чомпи — домашняя инопланетная черепашка Рафа. В будущем вырос и стал большой черепахой.
- Синигами (озвучивает Гвендалин Йо[англ.]) — ведьма-куноити, старая подруга Караи из Японии. Приехала из Японии помочь подруге восстановить клан Фут и вернуть ему былое величие, уничтожив Шреддера и его криминальную империю.

### Эпизодические персонажи
- Змейк / Змейквьюн (озвучивает Дэнни Джейкобс) — уличный головорез, который работает на крэнгов. Когда он был подвергнут мутагену, он был преобразован в подобного растению монстра, которого Микеланджело называет Змейквьюн. В серии «Новая Девчонка в городе» был побеждён, но вернулся в серии «Апгрейд Железной Головы», где немного помог черепахам бороться с Крэнгами.
- Карлос Чанг О’Брайн Гамбе (озвучивает Джим Мескимен[англ.]) — репортёр 6 канала.
- Вик / Паукус (озвучивает Льюис Блэк) — раздражительный житель Нью-Йорка средних лет, который сделал видеосъёмку Черепашек на его сотовый телефон во время очередного сражения с крэнгами. Когда Вик пытается продать свое видео крэнгам, они похищают его. Во время попытки Черепашек спасти Вика, он подвергается воздействию мутагена и превращается в гигантского паукообразного монстра и обвиняет Черепашек-ниндзя в его мутации. Помимо паутинных атак, Паукус может также стрелять желчью изо рта. После напряженной борьбы, в которой Черепашки сломали его сотовый телефон, Паукус поклялся отомстить им и сбежал. Появился ещё раз в серии «Апгрейд Железной Головы», где на некоторое время помогал черепахам.
- Доктор Виктор Фалько / Крысиный король (озвучивает Джеффри Комбс) — помешавшийся на телепатии и телекинезе ученый. Он превратил своего друга, учёного Тайлера Рокуэлла в обезьяну. Он может предвидеть атаку наперёд. Экспериментируя с крысами, он превратился в чудовище, напоминающее ходячий скелет, и стал повелевать крысами. Не может видеть самостоятельно, только с помощью крыс (в основном с помощью крысы Аристотель). Позже создал армию гигантских крыс. Был сброшен в пропасть Сплинтером в серии «О крысах и людях». В серии «Страшнейшая учесть» Сплинтер обнаружил его скелет, знаменуя что Крысинный король не пережил удар после падения.
- Мураками (озвучивает Саб Симоно[англ.]), слепой старик, который владеет и управляет лапшичной.
- Джоан Гроди (озвучивает Кэри Уолгрен), репортёр.
- Джастин, мутант, созданный из ДНК многих животных. Был почти побеждён Леонардо, но сбежал и вернулся в серии «Апгрейд Железной Головы», где был одним из пленных мутантов.
- Тимоти / Пульверизатор / Мутагеноид (озвучивает Роджер Крейг Смит) — друг черепашек. Настоящее имя Тимоти. Внешне толст и слегка глуп. Во втором его появлении вошёл под прикрытием в клан Фут и превратился в мутанта. В клане Фут был подвержен мутации по собственной воле и превратился в нечто среднее между слизнем и медузой. Черепашки посадили его в стеклянный контейнер и оставили в своём логове. Затем, оказалось что он может есть мутаген и становиться сильнее. После этого он сбежал, чтобы найти Эйприл, так как хотел подружиться с ней. Когда он нашёл её, Эйприл не обрадовалась Пульверизатору, так как он напал на Кейси, и она с Кейси побили его. После этого, черепахи нашли его, но Тимоти решил продолжить поиск Эйприл. Он подрался с черепахами. Тогда Тимоти получил прозвище Мутагеноид. После этого черепахи заморозили его и привезли обратно в канализацию, где он в замороженном состоянии находится до сих пор. В серии «Вторжение» Донни сказал ему что, он вернёт его в нормальное состояние через лет 70, когда всё станет спокойно.
- Трааг, гигантское существо из измерения Икс. Крэнги перенесли его на Землю через портал. Он весь из камня и изверыгает огонь и лаву. Кожеголовый пожертвовал собой, чтобы отправить его обратно в измерение Икс, но безуспешно, ведь потом Трааг вернулся. Умеет собираться по частям.
- Таракан-Терминатор таракан Донни, мутировавший, когда следил за крэнгами. Наполовину киборг, но потом полинял. Ненавидит Рафаэля. Был одним из пленных мутантов в серии «Апгрейд Железной Головы».
- Осы-паразиты — мутиовавшие осы, являющиеся одним из экспериментов крэнгов. Первое появление — серия «Паразиты», в которой они заразили Леонардо, а тот заразил Рафаэля и Донателло. Три таких осы вылупилось из яйца, которое заражённый Леонардо принёс в логово черепах. Они были уничтожены Микеланджело, но одна из них появилась в серии «Апгрейд Железной Головы» в тюрьме крэнгов.
- Нейтритон (озвучивает Дэнни Трехо) — тритон-мутант. Неизвестно, как он появился, известно лишь то, что крэнги взяли его в плен и пытали, но он выбрался и начал мстить. Он дал обет, уничтожить всех крэнгов любой ценой, несмотря на различие кто есть кто. Не может нормально разговаривать, использует голосовой переводчик на руке. Спас Слэша от крэнгов и решил воспользоваться им, чтобы захватить шагоход крэнгов. Был почти взорван наручным телепортатором, из-за его поломки. В 5-м сезоне вернулся и помогает Дреггу отомстить черепашкам, но потерпел поражение. Клич «Ракка, ракка, рокка, ракка!»
- Белканоиды — мутировавшие белки, аналог Чужих. Сначала выглядят как обычные белки, но размножаются внутри людей и вылезают из них через рот. Потом сдирают с себя шкуру и становятся Белканоидами. Появляются в серии «Вторжение Белканоидов». Один из Белконоидов был одним из пленных мутантов в серии «Апгрейд Железной Головы».
- Кром Дом (озвучивает Нолан Норт) — робот, созданный крэнгами. Был побеждён Микки в серии «Цель: Эйприл О’Нил». Напоминает бывшую броню Криса Брэдфорда. Ещё раз появился в серии «Месть», но был уничтожен Караи.
- Джек Куртцман (озвучивает Роберт Форстер), журналист, расследовал дело о пропавших учёных и наткнулся на крэнгов. Исследует их историю появления на Земле. Обнаружил что ДНК Эйприл особенные, и она необходима им для завершения своих планов.
- Гриб-гигант (озвучивает Фред Таташор), гриб, терроризирующий канализацию с помощью своих сообщников — мелких грибов, которые вызывают галлюцинации, связанные со страхом. Был побеждён Леонардо.
- Крататрогоны, гигантские червеобразные существа из измерения Икс. Производят мутаген. Достигают размера 1000 футов в длину и более.
- Черепашки из 80-х (озвучивают Кэм Кларк, Роб Полсен, Барри Гордон, Таунсенд Коулман), Леонардо, Рафаэль, Донателло и Микеланджело из старого мультсериала 1987 года. В одной из серий, Донни удалось отправить в их измерение Крататрогона с проглоченным Тигриным Когтем, черепашки 80-х, заметив его, решили, что это очередные проделки Шреддера и Крэнга, и попытались остановить «подарочек» современных черепах, но Тигриный Коготь выжил, и вырвался из недр Крататрогона напав на черепашек 80-х. В 10 серии 4 сезона черепашки и черепашки из 80-х вместе сражались против Крэнга из 80-х и Верховного Крэнга. А в 5 сезоне помогают современным черепахам остановить замыслы Шреддера и Крэнга из 80-х.
- Мартин Милтэн / Сир Малакай (озвучивает Пол Рубенс), раньше был упитанным мальчиком, по имени Мартин Милтэн. Он очень любил играть в настольную игру «Лабиринты и мутанты». Однажды, он вышел на улицу покормить воробьёв, но на него упал мутаген, и Мартин мутировал в воробья. Он решил назваться Сир Малакай (в честь героя для своей игры, которого сам и придумал). Он ушёл жить в канализацию и дни напролёт играл там в «Лабиринты и мутанты». Он заметил там черепах, которым подкинул эту игру. Игра черепахам настолько понравилась, что они решили устроить такую игру в реальности. Малакай это заметил и решил поиграть вместе с ними. Малакай делает черепахам испытания с обезьяно-гоблинами, принцессой Эйприл и драконом-Кожеголовым. Эта игра кажется черепахам реальностью. Но потом они побеждают Малакая, он рассказывает им свою историю и они подружились.
- Антонио / Пиццеликий (озвучивает Джон Димаджио), Антонио был хозяином большой сети пиццерий, пока к нему не попал мутаген из корабля крэнгов, который он посчитал за ингредиент для пиццы. С тех пор он гигантская толстая пицца-мутант, который может из обычной пиццы делать живую и контролировать людей. Был съеден Микки, так как Пиццеликий захватил его братьев, Сплинтера, Эйприл и многих людей. Но вернулся в серии «Знакомьтесь Монто-Гекко».
- Хо Чан (озвучивает Джеймс Хонг), китайский призрак появился благодаря Пурпурным Драконам. Они украли из музея кинжал и оттуда появился Хо Чан. Дух дал банде головорезов мистические способности, а затем передал способности Лео, Рафу и Майки. Был уничтожен Эйприл. В 5 сезоне появляется в облике призрака и проиграл Сплинтеру.
- Крип, кровожадный болотный мутант, способный управлять растениями.
- Большая нога (озвучивает Дидрих Бадер), самка йети на которую охотился охотник.
- Палец (озвучивает Джесси Вентура), охотник, охотившийся на йети.
- Мама-монстр (озвучивает Рена Джакобс[англ.]) — клон мамы Эйприл, созданный крэнгами. Может становиться гигантским страшным монстром. Уничтожена Эйприл.
- Наполеон Бонажаб (озвучивает Джон Хидер), мутант-лягушка который подружился с Микки.
- Приснившиеся бобры (озвучивают Роберт Инглунд и Джон Кассир), демонических создания из другого измерения способные пожирать жизненную силу, всего их четверо: Острый Бобёр, Темный Бобёр, Страшный Бобёр и младший, и более дружелюбный Дэйв Бобёр, которому братья велят всё время заткнутся.
- Берни (озвучивает Билл Мосли), продавец в магазине который раньше был физиком и пытался доказать, что сны существуют в других измерениях, но случайно выпустил из другого измерения ужасных бобров, которые, как он думал, уничтожат мир. Поэтому ему пришлось запереть их с помощью Обтурасулума сомниорума (Устройства сна) в измерении снов, уехать подальше в глушь, а само устройство спрятать в книге. Из-за страха, что бобры влезут в его сны, Берни не спал 40 лет.
- Демон скорости (озвучивает Стивен Блум), машина на которую попал мутаген. Поглощала своих водителей и делала их безумцами.
- Доктор Цыпцыпперлов, была одной из обычных кур, за которыми Микеланджело старался присматривал на ферме. Ей удалось сбежать от него и попасть в сарай, где находилась лаборатория Донателло. Оказавшись там, курица влезла на стол и нечаянно уронила баночку с мутагеном, выпила его, и её мозг увеличился в сто раз, а также появилась способность нести радиоактивные, мутагенные, взрывающиеся яйца.
- Химера, ужасное чудовище-мутант: наполовину хищная птица, наполовину рыба, наполовину дождевой червь.
- Дон Визиосо (озвучивает Брайан Блум[англ.]), итальянский босс мафии, который контролирует организованную преступность в Нью-Йорке. В отсутствие Шреддера он желает подчинить себе город, а также разделаться с мешающими его подручным мутантами — черепашками и Мутанималами с помощью особого антимутантного оружия.
  - Близнецы Фульчи(озвучивает Эрик Бауза[англ.]) — гангстеры, работающие на Дона Визиосо.
  - Молот(озвучивает Эрик Бауза[англ.]) — гангстер, работающий на Дона Визиосо. Владеет механическим костюмом с огромным молотом, за что и получил своё имя. Был убит Каваксасом.
- Гарсон Гранж / Макмэн (озвучивает Грант Монингер), был мусорщиком до того, как на него попал мутаген, и он стал мутантом из мусора. Благодаря мусорной составляющей тела может менять его плотность и просачиваться сквозь узкие отверстия; может телекинезом поднимать в воздух мусор и метать его в противника.
- Джо Глазное Яблоко (озвучивает Грант Монингер), говорящий глаз Макмэна.
- Ренет (озвучивает Эшли Джонсон) — путешественница во времени которая попросила у черепах помощи чтобы победить демона Саванти Ромеро. Из-за временного парадокса связи с удара бомбы, она не появилась на свет.
- Саванти Ромеро (озвучивает Грэм Мактавиш), демон, который хотел подчинить время и пространство. Он даже нанял злых существ из других времен, но у него ничего не получилось и застрял в эпохе динозавров, где был съеден динозавром. Из-за временного парадокса связи с удара бомбы, он не появился на свет.
- Лорд Симултениос (озвучивает Джим Пиддок[англ.]), хозяин всего времени и пространства, наставник Ренет.
- Зог (озвучивает Лэнс Хенриксен), трицератон который был отправлен на Землю, чтобы подтвердить нахождение крэнгов на ней.
- Вирм (озвучивает Дуайт Шульц), это пяти мерное существо, одно из трёх воплощений Бога хаоса, которые были заточены в пятимерных тюрьмах — гиперкубах. Был выпущен Кейси. Хотел чтобы черепашки загадали три желания чтобы Вирм обрёл свободу. Был обманным путем побежден Кейси.
- Овермозг (озвучивает Джим Пиддок[англ.]), злая программа, которая хотела уничтожить все органические существа и взять полный контроль над всеми остальными механическими формами жизни.
- Бомбабрюх (озвучивает Чарльз Мёрфи), продавец информации у которого Фугитоид котел купить информацию о корабле трицератонов.
- Занморан (озвучивает Майкл Айронсайд), император Трицератонской империи.
- Зино (озвучивает Джон Димаджио), громадный трицератон-гладиатор. Помог черепашкам сбежать с арены трицератонов.
- Совет Утромов — руководящий орган власти утромов, ведущий подрывную деятельность против крэнгов в надежде освободить порабощённых ими своих собратьев. Примечательно, что имена всех членов совета (действующих и бывших) — это названия шахматных фигур.
  - Королева (озвучивает Кассандра Петерсон), лидер утромов.
  - Павн (озвучивает Нолан Норт), член совета Утромов.
  - Рук (озвучивает Кейт Микуччи), член совета Утромов.
- Хиидрала (озвучивает Люси Лоулесс), верховная правительница расы Даагонов, союзник утромов и хранительница одной из частей Генератора чёрных дыр.
- Крэнг из 1980-х годов (озвучивает Пэт Фрейли) — Крэнг из вселенной 1980-х годов который хотел уничтожить все реальности черепах. После того когда Верховный Крэнг не одобрил план собрата, изгнал обратно во вселенную 1980-х годов прямо в Измерение Х. В 5 сезоне решает отомстить черепашкам из двух вселенных наняв Бибопа и Рокстеди из мультсериала 2012 года, и с помощью Шреддера из 1980-х годов.
- Скамбаг (озвучивает Тед Биасели), жук-мутант созданный Стокманом.
- Хаммер (озвучивает Эрик Бауза[англ.]), гангстер работающий на Дона Визиосо.
- Вертокрыл и Скрючинос (озвучивают Даран Норрис[англ.] и Джефф Беннетт), персонажи из комикса, которые стали живыми при помощи кристалла Эйприл.
- Алопекс (озвучивает Мина Нодзи[англ.]), лиса-куноити, сестра Тигриного Когтя и союзница Черепашек-ниндзя. Раньше была юной деревенской девочкой, когда она и её брат Такеси (будущий Тигриный Коготь) играли на игровой площадке, они прошли через портал крэнгов, где их поймали и подвергли экспериментам, в результате которых, Алопекс мутировала в лису, а Такеси — в тигра. Они вырвались из плена и вернулись на Землю. Полагая, что они превратились в монстров, они ушли из дома и нашли убежище в бродячем цирке, где стали известными звёздами. Позже она на пару с Такеси, стала одной из лучших головорезов Азии. Однако, у Алопекс проявилось желание личной вендетты против Такеси, виня его в том, что он испортил ей жизнь из-за мутации, воспитал её как убийцу и не поведал о судьбе своих родителей. В итоге, Алопекс повернулась против Такеси, пытаясь убить его. Алопекс победила Тигриного Когтя в поединке и лишила его хвоста, после чего сбежала. В 102 серии Алопекс прибыла в Нью-Йорк, чтобы найти «Проклятые клинки Возмездия» и с их помощью закончить дуэль с Тигриным Когтем.
- Каваксас (озвучивает Марк Хэмилл) — высокий человекоподобный дракон с красными чешуйками, с кожаными крыльями, напоминающими летучих мышей, с шипастым хвостом и желтыми рептильными разрезанными глазами. В пятом сезоне был призван из Внеземелья Тигриным Когтем чтобы оживить Шреддера. Однако после этого он предал Тигриного Когтя, разбил Печать Древних, который им управлял и натравил на верхний мир души грешников из Внеземелья. Позже был побеждён Микки и возвращён во Внеземелье Зомби-Шреддером.
- Хаттори Татсу / Слепой Мечник (†) (озвучивает Майк Хадживара), родился слепым, Шреддер открыл его таланты и привёл его в клан Фут. Был правой рукой Шреддера и в основном работал в Японии. Был учителем Караи. После смерти Шреддера захотел завладеть его шлемом. Был убит Каваксасом. В 4 серии 5 сезона, когда Каваксас начал уничтожать мир, дух Татсу вернулся в мир живых и начал сражаться с Караи и Лео, однако потом сдался и вернулся во Внеземелье.

## Награды
| 2013 | 40-я премия Daytime Creative Arts Emmy Awards | Выдающийся анимационный проект                                                                 | Номинация |
| 2013 | 40-я премия Daytime Creative Arts Emmy Awards | Выдающийся кастинг для анимационного сериала                                                   | Номинация |
| 2013 | 40-я премия Daytime Creative Arts Emmy Awards | Выдающаяся звукорежиссура в анимационном фильме                                                | Номинация |
| 2014 | 41-я премия «Энни»                            | Выдающиеся достижения в производстве анимационных телепередач                                  | Номинация |
| 2014 | Kids' Choice Awards                           | Любимый мультфильм                                                                             | Номинация |
| 2014 | Nickelodeon Indonesia Kids' Choice Awards     | Любимый мультсериал                                                                            | Номинация |
| 2014 | 41-я премия Daytime Creative Arts Emmy Awards | Выдающийся кастинг для анимационного сериала                                                   | Победа    |
| 2014 | 41-я премия Daytime Creative Arts Emmy Awards | Выдающиеся достижения в звукозаписи анимационного фильма                                       | Номинация |
| 2014 | 66-я Прайм-таймовая премия «Эмми»             | Прайм-таймовая премия «Эмми» за выдающийся анимационный проект (для передач длиной менее часа) | Номинация |
| 2014 | 2014 British Academy Children’s Awards        | Международная                                                                                  | Номинация |
| 2015 | Премия Гильдии продюсеров США 2014            | Выдающаяся программа для детей                                                                 | Номинация |
| 2015 | 2015 Kids' Choice Awards                      | Любимый мультфильм                                                                             | Номинация |
| 2015 | 42-я премия Daytime Creative Arts Emmy Awards | Выдающийся кастинг для анимационного сериала                                                   | Победа    |
| 2015 | 42-я премия Daytime Creative Arts Emmy Awards | Выдающиеся достижения в звукозаписи анимационного фильма                                       | Номинация |
| 2016 | Премия Гильдии продюсеров США 2015            | Выдающаяся программа для детей                                                                 | Номинация |
| 2016 | 43-я премия Daytime Creative Arts Emmy Awards | Выдающийся кастинг для анимационного сериала                                                   | Номинация |
| 2016 | 43-я премия Daytime Creative Arts Emmy Awards | Выдающиеся достижения в звукозаписи анимационного фильма                                       | Победа    |
| 2016 | 43-я премия Daytime Creative Arts Emmy Awards | Выдающаяся звукорежиссура в анимационном фильме                                                | Номинация |
| 2017 | 44-я премия «Энни»                            | Лучшая анимационная телепередача для детей                                                     | Номинация |